# Goodison Park
A Goodison Park az Everton FC otthona Liverpoolban 1892 és 2025 között. A stadion 40 158 férőhelyes.

## Történelem
1891-ben John Houlding, az Anfield Stadion bérlője vásárolta meg a területet. Hivatalosan 1892. augusztus 24-én nyitották meg.
Az első meccs a Goodison Parkban a Nottingham Forest ellen zajlott, 1892. szeptember 3-án. A mérkőzés 2–2-es döntetlennel ért véget. Az Everton első bajnoki győzelmét a Newton Heath ellen szerezte, 6–0-ra verték a csapatot.
1913-ban ez volt az első angol futballpálya, melyet az uralkodó (V. György király) meglátogatott.
Itt készítettek először befedett kispadokat Angliában.
Az 1966-os világbajnokság döntőjét, az 1894-es és az 1910-es FA-kupa-döntőt itt játszották. 1895. április 6-án a Goodison Parkban rendezték az Anglia–Skócia válogatott mérkőzést, ezzel az Everton lett az első klub, amelynek a stadionjában válogatott mérkőzést játszottak.
A 2025–2026-os szezon előtt az Everton az Hill Dickinson Stadionba költözik.

## Lelátók

### Goodison Road Stand
Főlelátó
- Kapacitás: 12,664 fő
- Építve: 1971

Összeolvad a Main Standdel, a Family Enclosureel és a Top Balconyval.

### Bullens Road
- Kapacitás: 10,784 fő
- Építve: 1926

A Bullens Roadot a híres futballpálya-építész Archibald Leitch építette.

### Howard Kendall Gwladys Street End
- Kapacitás: 10,788 fő
- Építve: 1938

A Gwladys Street a kapu mögötti rész Goodison Park északi végénél. A Lower Gwladysről azt mondják, hogy ők a leghangosabb Everton-drukkerek.

### Sir Philip Carter Park Stand
A parkvég
- Kapacitás: 5,922 fő
- Építve: 1994

A pálya déli végénél, a kapu mögött helyezkedik el.

## Részletek
Rekord nézőszám: 78 299 a Liverpool ellen 1948. szeptember 18-án.

## Érdekességek
- A portugál Eusébio nyerte az 1966-os aranycipőt, mivel 9 gólt szerzett a világbajnokságon, közülük 6-ot a Goodison Parkban.
- A brazil Garrincha 49 mérkőzésen játszott a brazil válogatottban, az egyetlen mérkőzést, amit elvesztett, a Goodison Parkban játszották Portugália ellen.
- William Ralph 'Dixie' Dean és a korábbi menedzser, Harry Catterick is a Goodison Parkban halt meg.
- A Goodison Parkot egy helyi földtulajdonosról nevezték el. A Spellow Pub-ot (a pályán kívül) szintén egy híres helyi földbirtokosról nevezték el.
- A Goodison Park egyedülálló abban értelemben, hogy ennek a csapatnak van egy egyháza, a St. Luke. Az Everton nem játszik korán vasárnaponként a vasárnapi misék miatt.
- Az eredményjelző táblát először 1971. november 20-án mutatták be, az Everton a Southamptont győzte le egy hóviharban 8–0-ra. Joe Royle 4, David Johnson 3, Alan Ball pedig egy gólt szerzett.
- Az Everton legnagyobb győzelme tétmérkőzésen a Goodison Parkban 12–1, 1964. január 14-én a Wigan Athletic ellen egy ifikupa mérkőzésen.
- Az Everton 75 alkalommal játszott nem angol ellenféllel a háború után a Goodison Parkban (a 2008–09-es szezon végéig). A Shamrock Rovers, a Kilmarnock, a Glasgow Rangers, a Dundee United, a Borussia Mönchengladbach, a Feyenoord, a Bayern München, az Athletic Club és a PSV Eindhoven játszott a stadionban legalább egyszer.
- 1984. április 23. és 1986. szeptember 2. között az Everton 47 egymást követő mérkőzésen gólt szerzett a Goodison Parkban. 36 győzelmet és 7 döntetlent játszottak, ezalatt 123 gólt szereztek és 38-at kaptak. Graeme Sharp 32 gólt szerzett az Evertonnak.
- 1961. szeptember 16. és 1963. augusztus 23. között az Everton veretlen volt a Goodison Parkban, ez 43 mérkőzést jelent. Ebből 34-et nyertek meg és 9-szer játszottak döntetlent. 121 gólt szereztek és 31 gólt kaptak.
- 13 vb meccs veretlenség után ez volt az első hely, hogy Brazília kikapott vb-n(Magyarországtól) 1958-tól.

## Külső hivatkozások
- http://www.toffeeweb.com/club/goodison/gp-history.asp
- http://www.evertonfc.com/home/